# Adiarsa Barat
Adiarsa Barat is een bestuurslaag in het regentschap Karawang van de provincie West-Java, Indonesië. Adiarsa Barat telt 17.793 inwoners (volkstelling 2010).